# Roberto Sierra
José Roberto Sierra Aguero, nacido el 21 de marzo de 1967 en Camargo (Cantabria), es un ciclista español que fue profesional de 1989 a 1999.

## Biografía
José Roberto Sierra fue ciclista durante diez años y fue uno de los gregarios de Alex Zülle y de Laurent Jalabert.
Fue un buen escalador, aunque únicamente ganó la Vuelta a La Rioja en 1996. Participó en varios Tour de Francia siendo su mejor participación la de 1996 donde terminó 41.º de la general.

## Palmarés
1996
- Vuelta a La Rioja

## Resultados en las grandes vueltas
| Carrera         | 1989 | 1990 | 1991 | 1992 | 1993 | 1994 | 1995 | 1996 | 1997 | 1998 | 1999 |
| --------------- | ---- | ---- | ---- | ---- | ---- | ---- | ---- | ---- | ---- | ---- | ---- |
| Giro de Italia  | -    | -    | -    | -    | -    | -    | 79.º | -    | -    | -    | -    |
| Tour de Francia | -    | -    | -    | Ab.  |      | Ab.  | -    | 41.º | -    | Ab.  | -    |
| Vuelta a España | -    | -    | -    | -    | 47.º | 32.º | 55.º | -    | -    | 54.º | -    |